# Воспитатели
«Воспитатели» (нем. Die fetten Jahre sind vorbei) — кинофильм режиссёра Ханса Вайнгартнера, вышедший на экраны в 2004 году.

## Сюжет
Двое радикально настроенных молодых людей Ян (Даниэль Брюль) и Петер (Стипе Эрцег) нашли оригинальный способ донести свои идеи до общества. Они забираются в дома богатых людей и переворачивают там всё вверх дном (но ничего не крадут!). На месте они оставляют записку со словами типа «Золотое время ушло» и подписью — «Воспитатели». Однажды Петер на время уезжает, а Ян очень близко сходится с его девушкой Юли (Юлия Йенч). Он посвящает её в их тайное увлечение. Юли предлагает забраться в дом Харденберга (Бургхарт Клаусснер), богатого менеджера, которому она должна много денег. Однако на этот раз всё идёт не так, как задумывалось…

## В ролях
| Актёр              | Роль       |
| ------------------ | ---------- |
| Даниэль Брюль      | Ян         |
| Юлия Йенч          | Юли        |
| Стипе Эрцег        | Петер      |
| Бургхарт Клаусснер | Харденберг |
| Пер Мартини        | Юрген      |

## Награды и номинации

### Награды
- 2004 — три приза Young German Cinema Award Мюнхенского кинофестиваля: лучшая режиссура (Ханс Вайнгартнер), лучшая мужская роль (Стипе Эрцег), лучший сценарий (Ханс Вайнгартнер, Катарина Хельд)
- 2005 — премия Bavarian Film Awards лучшей молодой актрисе (Юлия Йентш)
- 2005 — две премии German Film Awards: Золотая награда за лучшую мужскую роль второго плана (Бургхарт Клаусснер), Серебряная награда за лучший художественный фильм (Ханс Вайнгартнер, Антонин Свобода)

### Номинации
- 2004 — номинация на приз «Золотая пальмовая ветвь» Каннского кинофестиваля (Ханс Вайнгартнер)
- 2004 — номинация на премию «Золотая лягушка» фестиваля операторского искусства Camerimage (Даниэла Кнапп, Маттиас Шелленберг)
- 2004 — номинация на премию European Film Awards лучшему актёру (Даниэль Брюль)
- 2005 — номинация на премию German Film Awards за лучшую режиссуру (Ханс Вайнгартнер)